# إيمي لانغ
إيمي لانغ (بالإنجليزية: Amy Lang)‏ هي لاعبة جمباز بهلوانية ‏ أسترالية، ولدت في 13 أغسطس 1991.